# John S. Kloppenborg
John S. Kloppenborg (1951) è un biblista e docente canadese, studioso del Nuovo Testamento.
È direttore del Dipartimento e Centro per lo Studio della Religione all'Università di Toronto e membro del The Context Group, un gruppo di lavoro internazionale di autori che applicano l'antropologia, la sociologia e le altre scienze sociali allo studio biblico.
L'ambito della sua ricerca comprende la genesi e le fonti degli scritti del Cristianesimo primitivo, tra i quali il cosiddetto documento Q, le differenti versioni dei testi protobiblici, il significato e l'impiego delle specifiche parabole di Gesù.

## Biografia
Conseguì il Master of Arts nel 1979 e il PhD nel 1981 al collegio San Michele dell'Università di Toronto. Ha insegnato nella capitale canadese, a Helsinki, Gerusalemme, Cambridge, Calgary e a Claremont, in California. È uno dei coordinatori dell'International Q Project.

## Vicino Oriente e studi biblici
Kloppenbord è noto in particolare per le pubblicazioni relative al documento Q, ritenuto dagli studiosi uno dei documenti più antichi in circolazione riguardo alle parole di Gesù. Ritiene che esso preesistesse alla stesura dei Vangeli e che fosse noto già agli autori del tre Sinottici, così come all'autore del Vangelo di Tommaso, prima della pubblicazione del testo sacro. 

Inoltre, ha condotto ricerche originali in merito al Jesus movement degli anni '60-'70 nella Palestina giudaica, i sistemi sociali nelle regioni orientali dell'Impero romano, il significato sociale delle parole di Gesù, le lettere neotestamentarie e in particolare quelle di Giacomo, e il ruolo della cultura greco-romana il rapporto alla religione, la spiritualità, le forme di culto associato, i sottogruppi etnici e la loro organizzazione arcaica, le società professionali e le condizioni generali del sistema sociale nel Vicino Oriente al tempo del Giudaismo del Secondo Tempio, il tempo di Gesù e della formazione della Sacra Scrittura così come è pervenuta nel nuovo millennio.

## Tenants in the Vineyard
Il libro The Tenants in the Vineyard: Ideology, Economics and Agrarian Conflict in Jewish Palestine, pubblicato nel 2006, prende in esame la parabola dei lavoratori della vigna, confrontando in particolare 12:1-12 con l'apocrifo Vangelo di Tommaso, 65.
Il testo analizza l'impatto della parabola nella storia sia ecclesiastica sia moderna, oltreché il contesto della viticoltura nel quale sarebbe stata scritta.
Nella conclusione, Kloppenberg nota che la parabola è stata ironicamente letta dal punto di vista dei detentori del potere politico e sociale, piuttosto che come un'opera letteraria o come una parabola genericamente "anti-potere", elementi che emergerebbero da una corretta lettura dei testi originali.
Si sofferma infine sulla versione del Vangelo di Marco, che collocherebbe il racconto dei lavoratori della vigna di là dal linguaggio comune riscontrabile nelle altre parabole di Gesù.

## Critical Edition of Q
Nel 2000 fu pubblicato il testo fondamentale di Kloppenberg The Critical Edition of Q: Synopsis include the Gospels of Matthew and Luke, Mark and Thomas with English, German and French Translations of Q and Thomas, con le tre prefazioni di James Robinson, John S. Kloppenborg e Paul Hoffmann.
Opera voluminosa, innovativa e controversa, tenta di ricostruire quello che avrebbe potuto essere il documento Q originale, la presunta fonte condivisa dagli evangelisti Matteo e Luca, sia in un'ipotetica versione greca sia aramaica. Presenti il prodotto dell'International Q Project (IQP), un programma inaugurato dalla Società di Letteratura Biblica nel 1985. Gli autori hanno concepito il testo come uno strumento standard per la ricerca inerente al documento Q, a prescindere dal dibattito ancora aperto in merito alla validità dei testi attualmente esistenti.